# Lee Perry Archive
A Lee Perry Archive  egy 1998-as válogatáslemez Lee „Scratch” Perry-től.

## Számok
1. The Upsetter
2. You Crummy
3. Rub and Squeeze
4. Stay Dread
5. Justice to the People
6. Set Them Free
7. City Too Hot
8. Cow Thief Skank  – Charlie Ace
9. Soul Man
10. Doctor Dick
11. Kentucky Skank
12. Shocks of Mighty – Bob Marley
13. People Funny Boy
14. Bionic Rats
15. What a Good Woodman
16. Bathroom Skank
17. Kill Them All
18. What a Botheration